# Heathsville
Heathsville – jednostka osadnicza w Stanach Zjednoczonych, w stanie Wirginia, siedziba administracyjna hrabstwa Northumberland.